# براندي تشاستين
براندي دينيس تشاستين (من مواليد 21 يوليو 1968) هي لاعبة كرة قدم ومدربة ومذيعة رياضية أمريكية، حققت بطولة كأس العالم للسيدات مرتين عام 1991، 1999، وحاصلة على الميدالية الذهبية الأولمبية مرتين عام 1996، 2004، لعبت لصالح منتخب الولايات المتحدة لكرة القدم للسيدات من عام 1988 إلى عام 2004. وفي 192 مباراة دولية وسجلت 30 هدفًا، وكان آخر لاعبة سجلت هدف الفوز بكأس العالم بركلات الترجيح ضد الصين في نهائي كأس العالم للسيدات 1999.
لعبت تشاستين بشكل احترافي مع نادي شيروكي إف سي في الدوري الياباني لكرة القدم للسيدات، وسان خوسيه سايبر رايز في اتحاد كرة القدم النسائية المتحدة، وإف سي جولد برايد في كرة القدم النسائية الاحترافية، وكاليفورنيا ستورم في الدوري الممتاز لكرة القدم النسائية.